# Acatenco
Acatenco är en ort i Mexiko.   Den ligger i kommunen Tlapa de Comonfort och delstaten Guerrero, i den sydöstra delen av landet, 210 km söder om huvudstaden Mexico City. Acatenco ligger 1 300 meter över havet och antalet invånare är 193.
Terrängen runt Acatenco är huvudsakligen kuperad. Acatenco ligger nere i en dal. Runt Acatenco är det ganska tätbefolkat, med 108 invånare per kvadratkilometer. Närmaste större samhälle är Tlapa de Comonfort, 11,4 km sydost om Acatenco. Omgivningarna runt Acatenco är huvudsakligen savann.